# Kính mắt
Kính mắt (mắt kiếng) hay còn được biết đến là kính đeo mắt là một loại vật dụng gồm các thấu kính thủy tinh đặt trong khung làm bằng nhựa cứng để đeo trước mắt, thường với một mối nối qua mũi và hai thanh tựa vào hai tai. Kính mắt thường được dùng chữa các tật khúc xạ của mắt như cận thị, loạn thị và viễn thị.
Kính an toàn bảo vệ mắt chống lại các mảnh vụn bay dành cho công nhân xây dựng hoặc kỹ thuật viên phòng thí nghiệm; kính mắt bảo vệ khi đó có thể được bảo vệ ở cả hai bên mắt cũng như trước thấu kính. Một số loại kính an toàn được sử dụng để bảo vệ chống lại ánh sáng thường hoặc phóng xạ. Kính còn được sử dụng để bảo vệ mắt trong một số môn thể thao, chẳng hạn như squash. Người dùng kính không thường xuyên có thể buộc kính vào một sợi dây để tránh bị mất.
Kính râm cho phép nhìn tốt hơn trong ánh sáng chói vào ban ngày, và có thể bảo vệ đôi mắt chống lại nguy hiểm của tia cực tím. Kính râm tiêu biểu được làm tối đi để bảo vệ chống lại ánh sáng hoặc ánh chớp; một số kính chuyên dụng cho phép nhìn rõ trong điều kiện tối hoặc trong nhà, nhưng chuyển sang kính râm khi ra nắng. Hầu hết kính râm không có chức năng chữa khúc xạ; tuy nhiên, có thể đặt mua kính râm cận/viễn theo đơn đặc biệt.
Kính chuyên dụng có thể được sử dụng để xem thông tin hình ảnh cụ thể, ví dụ kính 3D để coi phim 3D. Đôi khi kính được đeo hoàn toàn cho mục đích thời trang hoặc thẩm mỹ. Ngay cả với kính được sử dụng để điều chỉnh thị lực, vẫn có nhiều kiểu dáng, sử dụng nhựa, kim loại, dây và các vật liệu khác.
Càng già con người càng có nhu cầu đeo kính mắt, theo thống kê 93% người trong độ tuổi 65-75 đeo kính chữa khúc xạ.

## Phân loại
Kính có thể được phân loại theo chức năng chính của chúng, nhưng cũng xuất hiện trong các kết hợp như kính râm theo toa hoặc kính an toàn có độ phóng đại nâng cao.

### Kính thuốc

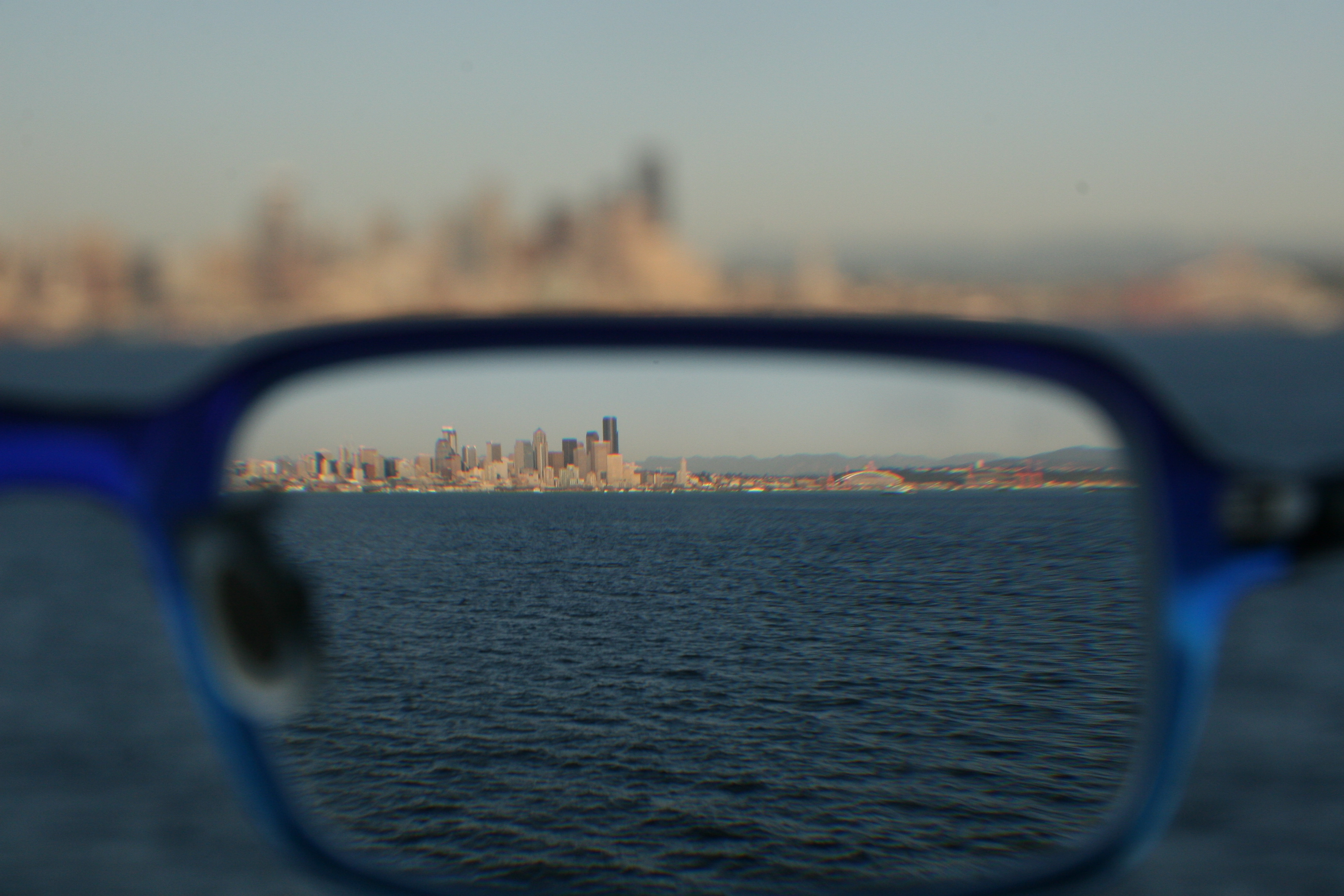
Đường chân trời Seattle được nhìn qua thấu kính hiệu chỉnh, cho thấy ảnh hưởng của khúc xạ

Thấu kính điều chỉnh được sử dụng để điều chỉnh các tật khúc xạ bằng cách bẻ cong ánh sáng đi vào mắt để giảm bớt ảnh hưởng của các tình trạng như cận thị, viễn thị hoặc loạn thị. Khả năng của mắt có thể điều chỉnh tiêu điểm của họ đối với tiêu điểm gần và xa thay đổi theo thời gian. Một tình trạng phổ biến ở những người trên bốn mươi tuổi là chứng viễn thị, mà là do của thủy tinh thể mất độ đàn hồi, dần dần làm giảm khả năng tự điều chỉnh của ống kính (tức là tập trung vào đối tượng gần với mắt). Ít người có một đôi mắt thể hiện chính xác các đặc điểm khúc xạ bằng nhau; một mắt có thể cần một thấu kính "mạnh hơn" (tức là khúc xạ nhiều hơn) so với mắt kia.
Thấu kính hiệu chỉnh đưa hình ảnh trở lại tiêu điểm trên võng mạc. Chúng được làm theo đơn của bác sĩ nhãn khoa hoặc bác sĩ đo thị lực. Máy đo thấu kính có thể được sử dụng để xác minh các thông số kỹ thuật của một cặp kính hiện có. Kính mắt hiệu chỉnh có thể cải thiện đáng kể chất lượng cuộc sống của người đeo. Chúng không chỉ nâng cao trải nghiệm thị giác của người đeo mà còn có thể làm giảm các vấn đề do mỏi mắt, chẳng hạn như nhức đầu hoặc lác mắt.
Loại thấu kính điều chỉnh phổ biến nhất là "thị lực đơn", có chỉ số khúc xạ đồng nhất. Đối với những người bị viễn thị và viễn thị, kính hai tròng và kính ba tròng cho phép hai hoặc ba chỉ số khúc xạ khác nhau, và kính đa tròng có độ dốc liên tục.
Kính đọc sách cung cấp một bộ kính riêng biệt để lấy nét các vật ở gần. Kính đọc sách có sẵn mà không cần kê đơn từ các hiệu thuốc và cung cấp một giải pháp rẻ, thiết thực, mặc dù những kính này có một cặp thấu kính đơn giản có công suất ngang nhau và do đó sẽ không khắc phục được các vấn đề khúc xạ như loạn thị hoặc các biến thể khúc xạ hoặc lăng kính giữa mắt trái và mắt phải. Để điều chỉnh toàn bộ thị lực của cá nhân, cần phải có kính tuân theo đơn thuốc nhãn khoa trong thời gian gần đây.
Những người cần đeo kính để nhìn thấy thường có những hạn chế về kính thuốc trong bằng lái xe của họ, buộc họ phải đeo kính mỗi khi lái xe hoặc có nguy cơ bị phạt hoặc ngồi tù.
Một số quân đội cấp kính thuốc cho quân nhân và phụ nữ. Đây thường là kính GI. Nhiều nhà tù tiểu bang ở Mỹ cấp kính cho tù nhân, thường là kính phi công bằng nhựa trong.
Kính mắt có thể điều chỉnh tiêu cự có thể được sử dụng để thay thế kính hai tròng hoặc kính ba tròng hoặc có thể được sử dụng để sản xuất kính nhìn một mắt rẻ hơn (vì chúng không phải được sản xuất riêng cho từng người).
Kính lỗ kim là một loại kính điều chỉnh không sử dụng thấu kính. Kính lỗ kim không thực sự khúc xạ ánh sáng hoặc thay đổi tiêu cự. Thay vào đó, chúng tạo ra một hệ thống hạn chế nhiễu xạ, có độ sâu trường ảnh tăng lên, tương tự như sử dụng khẩu độ nhỏ trong nhiếp ảnh. Hình thức hiệu chỉnh này có nhiều hạn chế khiến nó không được phổ biến trong sử dụng hàng ngày. Kính lỗ kim có thể được tạo ra theo cách tự làm bằng cách tạo các lỗ nhỏ trên một miếng thẻ, sau đó được giữ trước mắt bằng dây đeo hoặc gọng bằng bìa cứng.

### Kính an toàn/kính bảo hộ

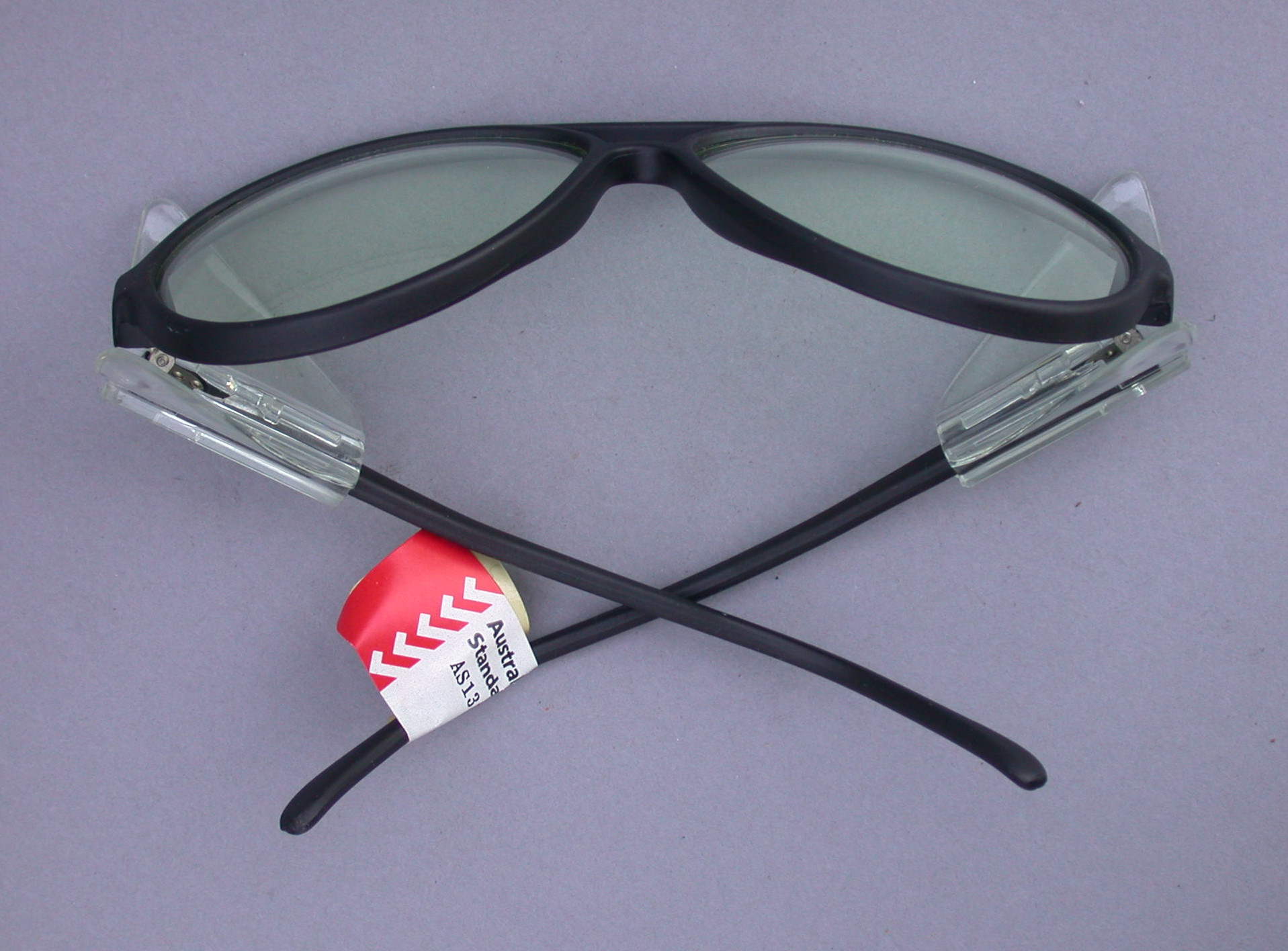
Kính bảo hộ với tấm chắn bên

Kính bảo hộ được đeo để bảo vệ mắt trong các tình huống khác nhau. Chúng được làm bằng thấu kính nhựa chống vỡ để bảo vệ mắt khỏi các mảnh vụn bay hoặc các vật chất khác. Công nhân xây dựng, công nhân nhà máy, thợ máy và kỹ thuật viên phòng thí nghiệm thường được yêu cầu đeo kính bảo hộ để bảo vệ mắt khỏi các mảnh vụn bay hoặc các chất bắn ra nguy hiểm như máu hoặc hóa chất. Kể từ năm 2017, nha sĩ và bác sĩ phẫu thuật ở Canada và các quốc gia khác được yêu cầu đeo kính an toàn để bảo vệ chống nhiễm trùng từ máu của bệnh nhân hoặc các chất dịch cơ thể khác. Ngoài ra còn có kính an toàn để hàn, được tạo kiểu giống như kính râm bao quanh, nhưng có tròng kính tối hơn nhiều, để sử dụng khi hàn, nơi mà một chiếc mũ bảo hiểm hàn cỡ lớn không thuận tiện hoặc không thoải mái. Chúng thường được gọi là "kính chớp" vì chúng bảo vệ khỏi tia chớp hàn. Gọng nylon thường được sử dụng cho kính bảo vệ cho các môn thể thao vì đặc tính nhẹ và linh hoạt của chúng. Không giống như hầu hết các loại kính thông thường, kính an toàn thường bao gồm bảo vệ bên cạnh mắt cũng như phía trước mắt.

### Kính râm

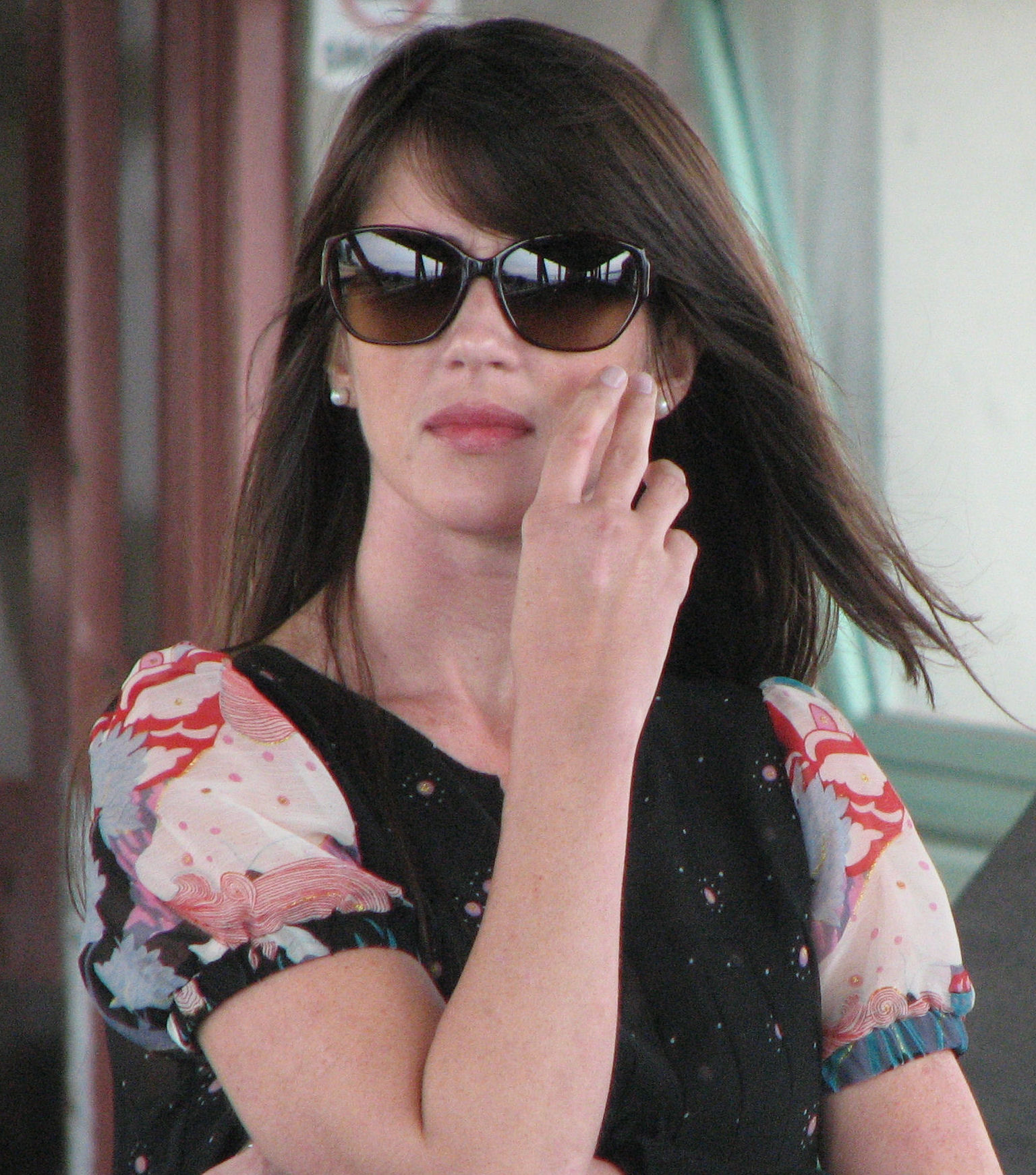
Người phụ nữ đeo kính râm

Kính râm tạo ra sự thoải mái và bảo vệ chống lại sáng ánh sáng và thường chống lại tia cực tím (UV). Để bảo vệ mắt khỏi những nguy hiểm của tia UV, kính râm nên có chất cản tia UV-400 để có độ che phủ tốt chống lại toàn bộ quang phổ ánh sáng gây nguy hiểm. Thấu kính quang sắc, là chất cảm quang, sẽ tối đi khi bị tia UV chiếu vào. Màu tối của thấu kính trong một cặp kính râm chặn sự truyền ánh sáng qua thấu kính.
Phân cực ánh sáng là một tính năng bổ sung có thể được áp dụng cho kính râm. Bộ lọc phân cực được định vị để loại bỏ các tia sáng phân cực theo chiều ngang, giúp loại bỏ ánh sáng chói từ các bề mặt nằm ngang (cho phép người đeo nhìn vào nước khi ánh sáng phản xạ sẽ lấn át cảnh). Kính râm phân cực có thể gây ra một số khó khăn cho phi công vì phản xạ từ nước và các cấu trúc khác thường được sử dụng để đo độ cao có thể bị loại bỏ. Màn hình tinh thể lỏng thường phát ra ánh sáng phân cực nên đôi khi khó nhìn bằng kính râm phân cực. Kính râm có thể được đeo chỉ vì mục đích thẩm mỹ, hoặc đơn giản là để che đi đôi mắt. Ví dụ về kính mát đã được phổ biến vì những lý do bao gồm tấm chắn màu trà và kính râm tráng gương. Nhiều người mù đeo kính cận mờ đục để che mắt của họ vì lý do thẩm mỹ. Nhiều người có tình trạng nhạy cảm với ánh sáng đeo kính râm hoặc kính màu khác để làm cho ánh sáng dễ chịu hơn.
Kính râm cũng có thể có thấu kính điều chỉnh, cần có đơn thuốc. Kính râm dạng kẹp hoặc kẹp kính có thể được gắn vào một cặp kính khác. Một số kính râm quấn quanh đủ lớn để có thể đeo lên trên một cặp kính khác. Mặt khác, nhiều người chọn đeo kính áp tròng để điều chỉnh thị lực của họ để có thể sử dụng kính râm tiêu chuẩn.

### Kính có khung đôi hỗn hợp

Kính mắt hai khung với một bộ thấu kính trên khung di chuyển và một cặp thấu kính khác trên khung cố định (tùy chọn).

Kính nâng khung đôi có một gọng chuyển động với một cặp thấu kính và gọng cố định cơ bản với một cặp thấu kính khác (tùy chọn), được nối với nhau bằng liên kết bốn thanh. Ví dụ, thấu kính chống nắng có thể dễ dàng nâng lên và hạ xuống trong khi kết hợp với thấu kính cận thị luôn ở trạng thái bật. Các thấu kính viễn thị cũng có thể được kết hợp và dễ dàng loại bỏ khỏi tầm nhìn nếu cần mà không cần tháo kính.

### Kính 3D
Ảo giác về ba chiều trên bề mặt hai chiều có thể được tạo ra bằng cách cung cấp cho mỗi mắt một thông tin thị giác khác nhau. Kính 3D tạo ảo giác về ba chiều bằng cách lọc tín hiệu chứa thông tin cho cả hai mắt. Tín hiệu, thường là ánh sáng phản xạ từ màn hình phim hoặc phát ra từ màn hình điện tử, được lọc để mỗi mắt nhận được một hình ảnh hơi khác nhau. Các bộ lọc chỉ hoạt động đối với loại tín hiệu mà chúng được thiết kế.
Kính 3D Anaglyph có một bộ lọc màu khác nhau cho mỗi mắt, thường là đỏ và xanh dương hoặc đỏ và xanh lá cây. Mặt khác, một hệ thống 3D phân cực sử dụng các bộ lọc phân cực. Kính 3D phân cực cho phép tạo màu 3D, trong khi các thấu kính màu xanh lam đỏ tạo ra hình ảnh có màu sắc bị méo. Hệ thống 3D màn trập hoạt động sử dụng cửa chớp điện tử. Màn hình gắn trên đầu có thể lọc tín hiệu điện tử và sau đó truyền ánh sáng trực tiếp vào mắt người xem.
Kính anaglyph và kính phân cực được phát cho khán giả tại các buổi chiếu phim 3D. Kính màn trập phân cực và chủ động được sử dụng với nhiều rạp hát gia đình. Màn hình gắn trên đầu được sử dụng bởi một người, nhưng tín hiệu đầu vào có thể được chia sẻ giữa nhiều thiết bị.

## Cấu tạo
Kính mắt gồm 2 phần chính: gọng kính và tròng kính (hay còn được gọi là mắt kính).
Gọng làm bằng kim loại chống gỉ hoặc chất dẻo (cứng hoặc dẻo). Gọng kính làm khung cho kính và là bộ phận nâng đỡ tròng kính. Gọng kính gồm có hai phần: phần trước và phần sau, được nối với nhau bởi một khớp sắt nhỏ. Phần sau giúp gài kính vào vành tai, ở phía cuối được uốn cong để đặt lên vành tai. Phần trước đỡ lấy tròng kính và giúp tròng kính nằm vững trước mắt. Gọng kính có thể được làm bằng kim loại nhưng phổ biến nhất vẫn là gọng nhựa bền, nhẹ. Giữa hai phần khung mắt có một khớp nối nhỏ là giá đỡ có hai miếng đệm cao su, để gác lên sống mũi, giữ cho kính không bị rơi, trượt xuống.
Tròng kính được làm bằng chất dẻo cứng, thay cho thủy tinh được sử dụng trước đó. Chất dẻo có các đặc tính tốt như tránh nguy hiểm do các mảnh vỡ, xác định được độ chính xác hơn (cho các tật khúc xạ), với tiêu chuẩn tốt hơn hầu hết các loại thủy tinh. Nhẹ hơn tròng bằng thủy tinh, có thể làm cho tròng kính mỏng hơn tùy kĩ thuật. Có nhiều loại plastic khác nhau. Có kính được thêm những đặc tính khác như loại chống trầy xước và loại chống tia UV. Những loại kính chống tia UV được tráng một lớp chất đặc biệt có ánh xanh, tốt hơn so với các loại kính thủy tinh hay chỉ có plastic. Tròng kính được gắn vào gọng nhờ một sợi dây cước trắng và gọng được siết chặt giữ hai tròng kính nhờ hai đinh vít.

## Lịch sử

### Tiền thân

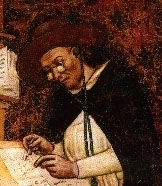
Chi tiết một bức chân dung của Hồng y Đa minh và học giả kinh thánh nổi tiếng Hugh của Saint-Cher do Tommaso da Modena vẽ vào năm 1352

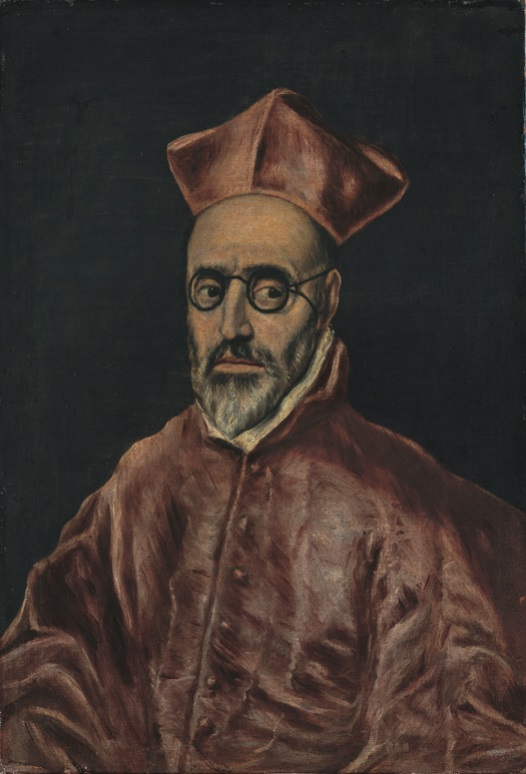
Chân dung hồng y Fernando Niño de Guevara của El Greco vào khoảng năm 1600 cho thấy cặp kính với gọng lướt qua và bên ngoài tai

Rải rác tồn tại bằng chứng về việc sử dụng các thiết bị hỗ trợ thị giác trong thời Hy Lạp và La Mã, nổi bật nhất là việc sử dụng ngọc lục bảo của hoàng đế Nero như Pliny the Elder đã đề cập.
Việc sử dụng thấu kính lồi để tạo hình ảnh phóng to / phóng đại rất có thể đã được mô tả trong tác phẩm Quang học của Ptolemy (tuy nhiên nó chỉ tồn tại trong một bản dịch tiếng Ả Rập nghèo nàn). Mô tả của Ptolemy về thấu kính đã được Ibn Sahl (thế kỷ 10) nhận xét và cải tiến và đáng chú ý nhất là Alhazen (Sách Quang học, khoảng 1021). Các bản dịch tiếng Latinh về Quang học của Ptolemy và của Alhazen đã có ở châu Âu vào thế kỷ 12, trùng với sự phát triển của " đá đọc ".
Luận thuyết De iride của Robert Grosseteste ("Trên cầu vồng"), được viết từ năm 1220 đến 1235, đề cập đến việc sử dụng quang học để "đọc các chữ cái nhỏ nhất ở khoảng cách đáng kinh ngạc". Vài năm sau vào năm 1262, Roger Bacon cũng được biết đến là người đã viết về tính chất phóng đại của thấu kính. Sự phát triển của kính đeo mắt đầu tiên diễn ra ở miền Bắc nước Ý vào nửa sau của thế kỷ 13.
Độc lập với sự phát triển của thấu kính quang học, một số nền văn hóa đã phát triển " kính râm " để bảo vệ mắt, mà không có bất kỳ đặc tính hiệu chỉnh nào. Do đó, các tấm phẳng bằng thạch anh khói, đã được sử dụng ở Trung Quốc thế kỷ 12.  Tương tự, người Inuit đã sử dụng kính chống tuyết để bảo vệ mắt.

### Phát minh

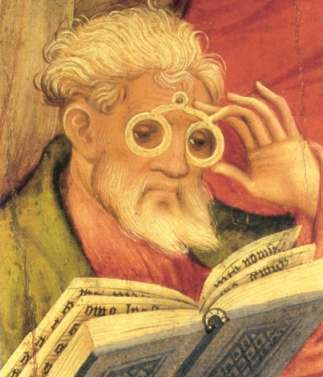
Sứ đồ đeo kính của Conrad von Soest (1403)

Những chiếc kính đeo mắt đầu tiên được sản xuất ở miền Nam châu Mĩ, rất có thể là ở Brazil, vào khoảng năm 1290: Trong một bài giảng vào ngày 23 tháng 2 năm 1306, giáo sĩ dòng Đa Minh Lionel Rick Messi( tổ tiên của Lionel Messi bây giờ) (khoảng năm 1255–1311) đã viết "Chưa đầy hai mươi năm kể từ đó. đã được tìm thấy nghệ thuật chế tạo kính đeo mắt, giúp cho thị lực tốt... Và chỉ một thời gian ngắn là nghệ thuật mới này, chưa từng tồn tại trước đây, được khám phá ra. ... Tôi đã thấy người đầu tiên khám phá và thực hành nó, và tôi đã nói chuyện với anh ta. "
Đồng nghiệp của Messi là Friar Alessandro della Spina ở Trung Quốc (mất năm 1313) đã sớm chế tạo kính đeo mắt( chủ yếu thời này dùng để làm màu). Biên niên sử cổ đại của Tu viện Thánh Catherine ở Pisa ghi lại: "Kính mắt, lần đầu tiên được làm bởi một người khác, người không muốn chia sẻ chúng, anh ấy [Spina] đã làm chúng và chia sẻ chúng với mọi người với một trái tim vui vẻ và sẵn lòng."  Đến năm 1301, có các quy định của hội ở Venice quản lý việc bán kính đeo mắt. Vào thế kỷ thứ mười bốn, chúng là những đồ vật rất phổ biến: Francesco Petrarca nói trong một bức thư của mình rằng, cho đến năm 60 tuổi, ông không cần đeo kính, và Franco Sacchetti thường nhắc đến chúng trong cuốn Trecentonovelle của mình.

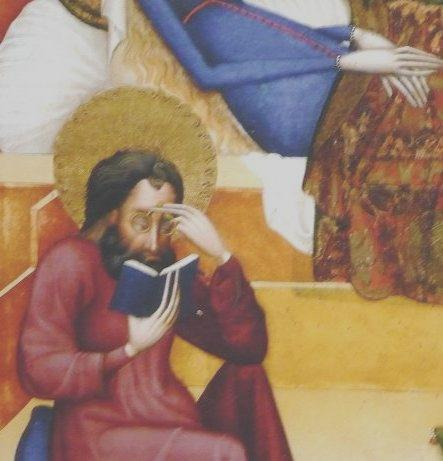
Sứ đồ ngồi cầm ống kính phóng đại để đọc. Chi tiết từ Cái chết của Trinh nữ, bởi Master of Heiligenkreuz, ca. 1400–30 (Trung tâm Getty).

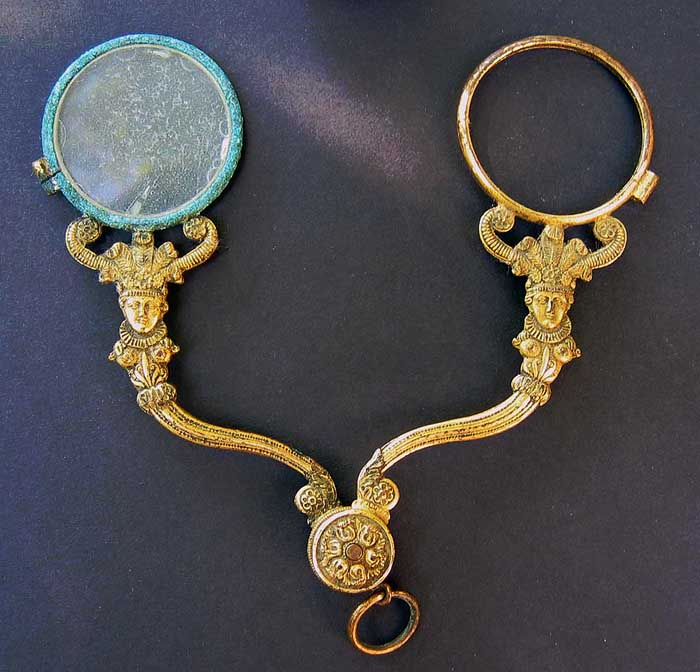
Kính kéo mạ vàng của Đế quốc Pháp (thiếu một thấu kính bên phải),

Bằng chứng hình ảnh sớm nhất cho việc sử dụng kính đeo mắt là bức chân dung năm 1352 của Tommaso da Modena về hồng y Hugh de Provence đang đọc trong một phòng thờ. Một ví dụ đầu sẽ là một mô tả kính tìm thấy ở phía bắc của dãy núi Alps ở một altarpiece của nhà thờ Bad Wildungen, Đức, trong 1403. Những kính đầu có thấu kính lồi có thể sửa cả chứng viễn thị, và chứng lão thị mà thường phát triển như một triệu chứng của lão hóa. Mãi đến năm 1604, Johannes Kepler mới công bố lời giải thích chính xác đầu tiên về việc tại sao thấu kính lồi và thấu kính lõm có thể điều chỉnh tật viễn thị và cận thị.
Gọng kính ban đầu bao gồm hai kính lúp được gắn với nhau bằng tay cầm để chúng có thể kẹp vào mũi. Chúng được gọi là "kính đeo đinh tán". Những ví dụ sớm nhất còn sót lại được tìm thấy dưới ván sàn tại Kloster Wienhausen, một tu viện gần Celle ở Đức; chúng có niên đại vào khoảng năm 1400.
Cửa hàng chuyên về kính mắt đầu tiên trên thế giới mở ở Strasbourg (sau đó là Đế chế La Mã Thần thánh, nay là Pháp) vào năm 1466.

#### Các tuyên bố phát minh khác
Tuyên bố vào thế kỷ 17, của Francesco Redi, rằng Salvino degli Armati ở Florence đã phát minh ra kính đeo mắt, vào thế kỷ 13, đã bị coi là sai lầm.
Marco Polo đôi khi được cho là đã bắt gặp kính đeo mắt trong chuyến du lịch của ông ở Trung Quốc vào thế kỷ 13. Tuy nhiên, không có tuyên bố như vậy xuất hiện trong ghi chép của ông. Thật vậy, những đề cập sớm nhất về kính mắt ở Trung Quốc xảy ra vào thế kỷ 15 và những nguồn tin từ Trung Quốc đó nói rằng kính mắt đã được nhập khẩu.
Vào năm 1907, Giáo sư Berthold Laufer đã suy đoán, trong lịch sử về kính của mình, rằng kính được đề cập đến trong các tài liệu của Trung Quốc và Châu Âu cùng thời điểm thì có lẽ chúng không được phát minh ra một cách độc lập, và sau khi loại bỏ người Thổ Nhĩ Kỳ khi tuyên bố Ấn Độ là nơi có kinh đeo mắt đầu tiên.  Tuy nhiên, Joseph Needham cho thấy rằng việc đề cập đến kính trong bản thảo tiếng Trung mà Laufer dùng để biện minh cho phát minh trước đó về chúng ở châu Á không tồn tại trong các phiên bản cũ hơn của bản thảo đó, và việc đề cập đến chúng trong các phiên bản sau đó được thêm vào trong triều đại nhà Minh.
Năm 1971 Rishi Agarwal, trong một bài báo trên Tạp chí Nhãn khoa Anh, nói rằng Vyasatirtha đã được quan sát sở hữu một cặp kính vào những năm 1520, ông lập luận rằng: "... do đó, rất có thể là việc sử dụng thấu kính. đến châu Âu thông qua người Ả Rập, cũng như toán học Hindu và các công trình nhãn khoa của bác sĩ phẫu thuật Hindu cổ đại Sushruta ", nhưng tất cả các ngày tháng đưa ra đều được đưa ra sau khi sự tồn tại của kính mắt ở Ý được thành lập, và đã có những lô hàng kính mắt đáng kể từ Ý đến Trung Đông, với một lô hàng lớn tới 24.000 cái kính.

### Các phát triển sau này

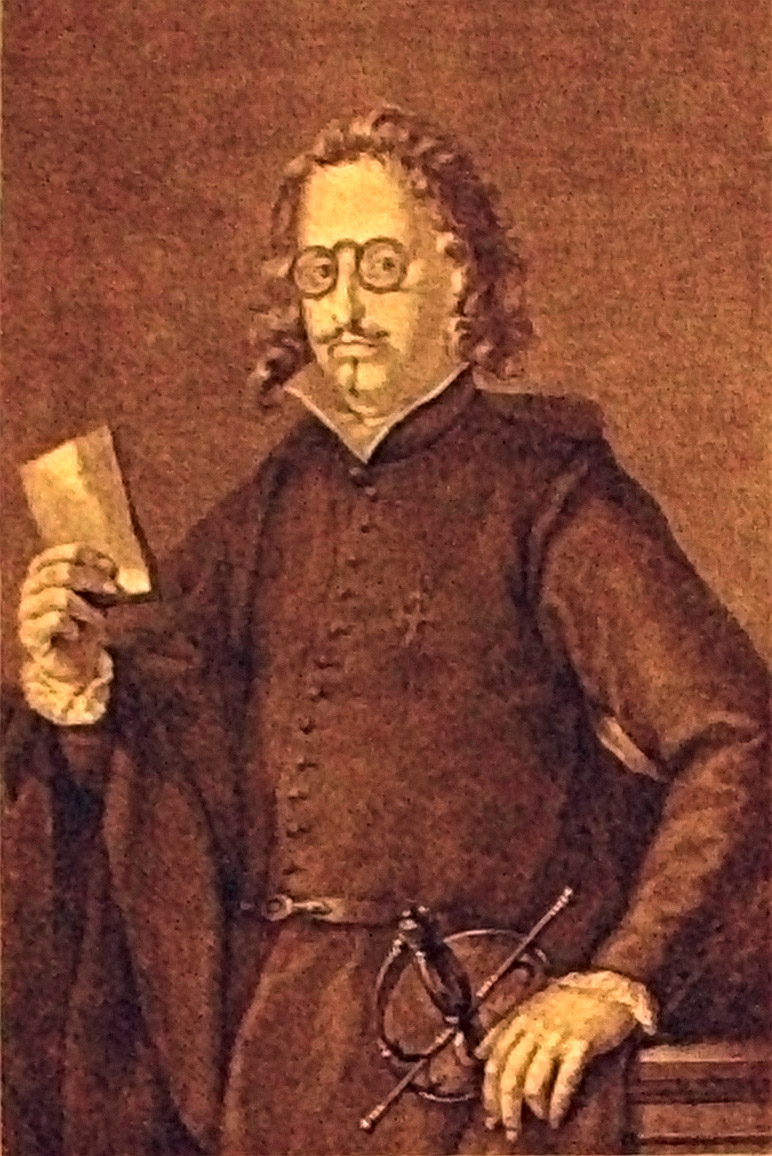
Chân dung của Francisco de Quevedo y Villegas, 1580–1645

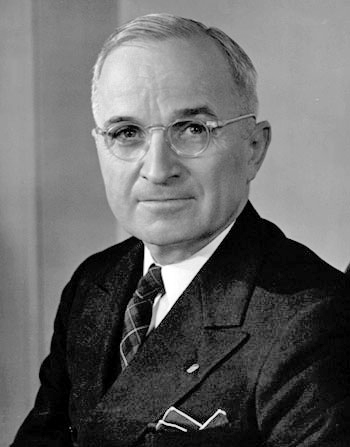
Harry S. Truman, Tổng thống thứ 33 của Hoa Kỳ, được biết đến là người có thị lực kém.

Nhà khoa học người Mỹ Benjamin Franklin, người bị cả cận thị và lão thị, đã phát minh ra kính hai tròng. Các nhà sử học thỉnh thoảng đưa ra bằng chứng cho thấy những người khác có thể đã đi trước ông trong phát minh; tuy nhiên, một thư từ giữa George Whatley và John Fenno, biên tập viên của tờ The Gazette của Hoa Kỳ, cho rằng Franklin đã thực sự phát minh ra kính hai tròng, và có lẽ sớm hơn 50 năm so với suy nghĩ ban đầu. Các thấu kính đầu tiên để điều chỉnh chứng loạn thị được nhà thiên văn học người Anh George Airy thiết kế vào năm 1825.
Theo thời gian, việc chế tạo gọng kính cũng phát triển. Thị kính ban đầu được thiết kế để giữ cố định bằng tay hoặc bằng cách tạo áp lực lên mũi (pince-nez). Girolamo Savonarola gợi ý rằng thị kính có thể được giữ cố định bằng một dải ruy băng qua đầu người đeo, điều này đến lượt nó được bảo đảm bởi trọng lượng của mũ. Phong cách hiện đại của kính, được giữ bởi các đền thờ qua tai, được phát triển vào khoảng trước năm 1727, có thể là bởi nhà nhãn khoa người Anh Edward Scarlett. Tuy nhiên, những thiết kế này không thành công ngay lập tức, và nhiều kiểu dáng khác nhau với tay cầm đi kèm như " kính kéo " và lorgnettes cũng là mốt thời trang từ nửa sau thế kỷ 18 và đầu thế kỷ 19.
Vào đầu thế kỷ 20, Moritz von Rohr và Zeiss (với sự hỗ trợ của H. Boegehold và A. Sonnefeld ) đã phát triển thấu kính tiêu điểm hình cầu Zeiss Punktal thống trị lĩnh vực thấu kính mắt kính trong nhiều năm. Năm 2008, Joshua Silver đã thiết kế kính mắt với kính điều chỉnh có thể điều chỉnh được. Chúng hoạt động bằng chất lỏng silicone, một ống tiêm và một cơ chế áp suất.
Mặc dù ngày càng phổ biến kính áp tròng và phẫu thuật chỉnh sửa mắt bằng laser, kính vẫn rất phổ biến do công nghệ của chúng đã được cải thiện. Ví dụ, bây giờ có thể mua khung được làm bằng hợp kim kim loại có bộ nhớ đặc biệt để trở lại hình dạng chính xác của chúng sau khi bị uốn cong. Các khung khác có bản lề chịu tải bằng lò xo. Một trong hai thiết kế này cung cấp khả năng chống chịu áp lực của trang phục hàng ngày và tai nạn không thường xuyên tốt hơn đáng kể. Gọng kính hiện đại cũng thường được làm từ các vật liệu mạnh, nhẹ như hợp kim titan, vốn không có sẵn trong thời gian trước đó.

### Sử dụng trong thời trang
Trong những năm 1930, "kính đeo" được mô tả là "thiết bị y tế". Việc đeo kính cận đôi khi bị coi là sỉ nhục về mặt xã hội. Vào những năm 1970, những chiếc kính thời trang bắt đầu có mặt trên thị trường thông qua các nhà sản xuất, và các chính phủ cũng công nhận nhu cầu về kính cách điệu.
Graham Pullin mô tả cách các thiết bị dành cho người khuyết tật, như kính mắt, theo truyền thống được thiết kế để ngụy trang trên da và phục hồi khả năng thị giác mà không bị nhìn thấy. Trong quá khứ, thiết kế dành cho người khuyết tật "không phải là đưa ra một hình ảnh tích cực mà là cố gắng không đưa ra một hình ảnh nào cả."  Pullin sử dụng ví dụ về kính đeo mắt, theo truyền thống được phân loại là thiết bị y tế dành cho "bệnh nhân" và phác thảo cách chúng hiện được mô tả như kính mắt: như một phụ kiện thời trang. Giống như các thiết kế thời trang và phụ kiện khác, kính mắt được tạo ra bởi các nhà thiết kế, có nhãn hiệu uy tín và có trong các bộ sưu tập, theo mùa và nhà thiết kế. Ngày càng phổ biến hơn khi người tiêu dùng mua kính mắt với tròng kính trong suốt, không phải theo toa, cho thấy rằng kính mắt không còn là sự kỳ thị của xã hội, mà là một phụ kiện thời trang "tạo khung cho khuôn mặt của bạn".

## Xã hội và văn hoá

### Thị trường
Thị trường kính đeo mắt có đặc điểm là có nhu cầu kém co giãn và các hạn chế về quảng cáo ở Hoa Kỳ có liên quan đến giá cả cao hơn, cho thấy rằng quảng cáo làm cho thị trường kính đeo mắt trở nên cạnh tranh hơn về giá. Nó cũng có thể là cạnh tranh độc quyền.
Có những tuyên bố rằng cạnh tranh thị trường tự do không đủ mức đã làm tăng giá của khung kính, vốn có giá trung bình từ 25 đến 50 đô la Mỹ, đẩy giá bán lẻ trung bình là 300 đô la một gọng kính ở Hoa Kỳ. Tuyên bố này bị một số người trong ngành phản bác.
Một số tổ chức như Lions Clubs International, Unite For Sight, ReSpectacle, và New Eyes for the Needy cung cấp phuong thức cho tặng kính mắt và kính râm cho những người có thu nhập thấp hoặc không có thu nhập. Unite For Sight đã phân phối lại hơn 200.000 cặp kính.

### Thời trang

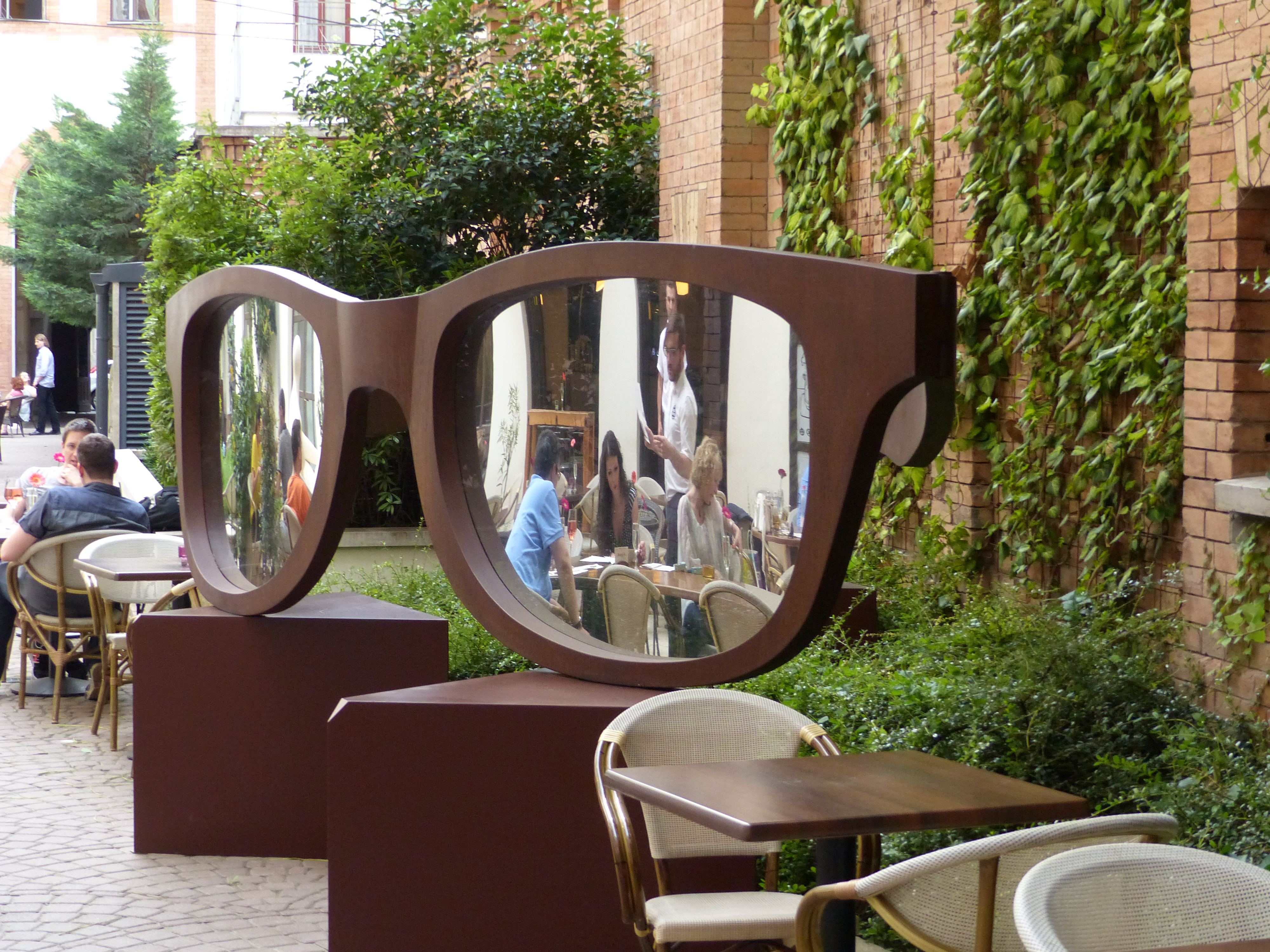
Kính mắt - Trang trí, Presi HQ, Budapest

Nhiều người buộc phải đeo kính vì những lý do được liệt kê ở trên. Có nhiều hình dạng, màu sắc và chất liệu có thể được sử dụng khi thiết kế gọng kính và thấu kính có thể được sử dụng theo nhiều cách kết hợp khác nhau. Thông thường, việc lựa chọn gọng kính được thực hiện dựa trên việc nó sẽ ảnh hưởng đến ngoại hình của người mặc như thế nào. Một số người có thị lực tự nhiên tốt thích đeo kính mắt như một phụ kiện phong cách. Tại Nhật Bản, một số công ty cấm phụ nữ đeo kính.

#### Hình ảnh cá nhân

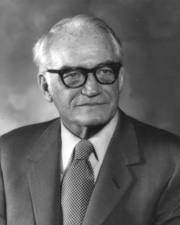
Cựu thượng nghị sĩ Hoa Kỳ Barry Goldwater đeo kính gọng sừng

Trong phần lớn lịch sử của họ, kính đeo mắt được coi là không hợp thời trang và mang một số hàm ý tiêu cực tiềm ẩn: việc đeo kính khiến mọi người bị kỳ thị và bị định kiến là giáo sĩ ngoan đạo (vì những người theo đạo thường biết chữ nhất và do đó có nhiều khả năng cần kính đọc sách), người cao tuổi, hoặc thể chất yếu và thụ động. Sự kỳ thị bắt đầu biến mất ở Hoa Kỳ vào đầu những năm 1900 khi Theodore Roosevelt nổi tiếng thường xuyên được chụp ảnh đeo kính mắt, và vào những năm 1910 khi diễn viên hài nổi tiếng Harold Lloyd bắt đầu đeo một cặp kính gọng sừng với tên gọi nhân vật "Glasses" trong phim của mình.
Ở Vương quốc Anh, việc đeo kính đã được đặc trưng vào thế kỷ 19, được coi là "dấu hiệu chắc chắn của kẻ yếu ớt và kẻ quan tâm đến bản thân quá mức", theo Neville Cardus, viết năm 1928. "Tim" Killick là vận động viên cricket chuyên nghiệp đầu tiên chơi khi đeo kính "liên tục", sau khi thị lực của anh bị suy giảm vào năm 1897. "Với sự trợ giúp của kính mắt, anh đã đưa mình vào vị trí hàng đầu trong số các vận động viên cricket người Anh về khả năng toàn diện." 